# Взаємне гарантоване знищення
Взає́мне гаранто́ване зни́щення — військова доктрина часів Холодної війни, згідно з якою застосування двома протиборчими сторонами зброї масового ураження призведе до повного знищення обох сторін, що робить безглуздими будь-які спроби застосування доктрини першого удару. В західному світі доктрина відома під терміном mutually assured destruction (англ. MAD, буквально «божевільний»), який увів вчений Джон фон Нейман.
Доктрина взаємного гарантованого знищення є наочним прикладом рівноваги Неша, за якої жодна з озброєних сторін не може ні почати безкарно конфлікт, ні роззброїтися в односторонньому порядку.

## Теоретичні основи
Згідно з доктриною взаємного гарантованого знищення, кожна сторона має ядерну зброю в кількості, достатній для знищення іншої. Якщо одна зі сторін почне агресію проти іншої, почнеться ескалація конфлікту і взаємний обмін ударами всім наявним арсеналом ядерної зброї проти цивільного населення. Як наслідок, обидві сторони будуть гарантовано знищені (понесуть такі втрати в населенні і промисловому потенціалі, що втратять можливість продовжувати існування як єдине ціле). Доктрина передбачає, що за такого розкладу сил жодна зі сторін не наважиться завдати першого удару, виникає ядерний паритет — крихке, але мирне співіснування.
Розробку цієї доктрини розпочато під час Холодної війни між СРСР і США, в ході якої обидві сторони активно нарощували ядерні потенціали для забезпечення паритету або принаймні можливості завдати удару у відповідь. Прихильники цієї доктрини впевнені, що краще не допускати ескалації конфлікту і не доводити його до глобальної ядерної війни, в ході якої немає гарантії, що одна зі сторін вийде переможницею.

## Історія
Наприкінці 1940-х тільки дві держави мали на озброєнні ядерну зброю — СРСР і США, однак в обох були відсутні ефективні засоби доставки ядерної зброї. Розроблені з часом стратегічні бомбардувальники дозволили доставляти ядерні бомби на інший континент. Завдяки цьому в американських військових колах виникла теорія, яку американський дипломат Джон Даллес назвав масованою відплатою. Згідно з нею, якщо СРСР почне вторгнення в Європу, США відповість масованим ударом ядерної і традиційної зброї. Для забезпечення можливості удару у відповідь в СРСР стартували програми з розробки ракетної зброї і підводного флоту.
З появою в обох сторін ефективних засобів доставки у вигляді міжконтинентальних балістичних ракет виникла ситуація, за якої ракетно-ядерна атака однієї зі сторін практично гарантовано викликала відповідну ракетно-ядерну атаку з боку другої. Зважаючи на домінівні на той момент стратегічні погляди, засновані на досвіді Другої світової війни, обидві сторони припускали, що основними цілями для ядерних ударів стануть населені пункти і промислові об'єкти опонентів. Однак швидке зростання ракетно-ядерних арсеналів обох сторін призвело до того, що стало очевидно: за повномасштабного обміну ядерними ударами (і якщо такі будуть спрямовані проти цивільного населення), обидві сторони понесуть такі важкі втрати, що їх існування виявиться неможливим.
Величезний руйнівний потенціал ядерної зброї і можливість швидкої доставки балістичними ракетами породжували побоювання, що одна зі сторін може використати свій ядерний арсенал у раптовій атаці, з метою завдати неприйнятної шкоди опонентові; вивести з ладу ракетно-ядерний арсенал і збройні сили опонента і тим самим змусити його до капітуляції. Способом уникнути подібного, на той момент здавалося гарантувати завдання удару у відповідь такого масштабу, щоб опонент вважав агресію абсолютно невигідною. Для досягнення такого ефекту, удар у відповідь мав бути націленим на цивільне населення противника, з метою завдання агресору неприйнятного збитку.

## Етика
Відомий футурист Герман Кан у своїй книзі «On Thermonuclear War» (Про термоядерну війну, 1960) описав гіпотетичну «машину Судного дня» (так звану кобальтову бомбу), яка ілюструвала абсурдність можливості буквального застосування військовими доктрини взаємного гарантованого знищення. Кан при цьому побоювався, що американські військові сприймуть цю ідею всерйоз і побудують подібний пристрій для ядерного шантажу СРСР. Варто відзначити, що подібну систему все ж розроблено в СРСР (система «Периметр»), і вона служила перш за все для стримування ймовірного противника.
Станіслав Лем писав у «Фантастиці та футурології» (1970):
Нашому часу притаманне падіння традиційної структури етичних оцінок у всепланетному аспекті, оскільки реалізувалась можливість інструментального здійснення «Страшного суду». <…> Адже про правоту, як зображення «хорошої», тобто справедливої поведінки, можна говорити лише доти, доки взагалі існує хтось, здатний оцінювати те, що відбувається; коли ж нависає загроза загальної загибелі, то обговорення щодо правоти будь-якої зі сторін втрачає будь-який сенс, оскільки єдине, про що ще варто говорити на порозі ультимативної катастрофи, це проблема її недопущення; тому будь-яка «правота» з традиційних позицій «добра» чи «зла» перетворюється на безпредметну порожнечу, якщо вона щільно не пов'язана з реалізацією єдиної програми, яка ще не втратила сенсу — програми, за масштабами своїми рівної самозбереженню людства.

## Проблеми доктрини
Доктрина гарантованого взаємного знищення зазнавала серйозної логічної критики; її противники вказували, що логіка всієї доктрини будується на низці сумнівних, або малоймовірних припущень.
Головним з них вважалося те, що доктрина вважала можливим тільки два стани: «повна відсутність ескалації» або «повномасштабний удар» незалежно від обставин, і не залишала обом учасникам ніякого простору для маневрування, ніякого резерву безпеки на випадок помилок або провокації третьої сторони. Повне ж виключення ескалації вважалося практично неможливим.
Серед головних проблем доктрини називали:

### Вимога гарантування удару у відповідь
Основою доктрини взаємного знищення була гарантована можливість для атакованої сторони завдати потужного атомного удару у відповідь проти агресора, незалежно від ситуації. Таким чином, ядерний арсенал атакованої сторони мав гарантовано пережити атаку агресора і зберегти достатню потужність, щоб завдати відчутної шкоди агресору. Невиконання цієї вимоги — тобто ситуація, за якої агресор першим ударом знищував більшу частину ядерного арсеналу опонента — призводила до неможливості виконання доктрини MAD.

### Вимога ідеального виявлення та попередження
Дотримання доктрини гарантованого взаємного знищення накладало практично нереалістичні вимоги на засоби виявлення та попередження про ворожий напад:
- Ніяких хибних попереджень, помилок, збоїв апаратури, що можуть створити помилкове враження про ворожий удар. Неможливість виконання цієї вимоги підтверджено на практиці — багато помилкових спрацьовувань не призвело до масованої атаки.
- Ніякої можливості приховати або замаскувати запуски балістичних ракет.
- Ніяких засобів доставки з невеликим часом реакції, на удар за допомогою яких опонент не встигне відреагувати (наприклад, атаки з розгорнутого поблизу узбережжя опонента підводного човна). Ця вимога дуже суперечила вимозі гарантування удару у відповідь, для якого підводні човни були ідеальним рішенням.
- Ніякої помилки у визначенні агресора — і відповідно, цілі для масованої відплати. Ця вимога ставилася під сумнів, наприклад, можливістю ракетної атаки з неідентифікованого підводного човна або запуску ракет із позицій поблизу кордону двох країн; точне визначення агресора було б ускладненим або взагалі неможливим, і удар у рамках доктрини було б завдано по найімовірнішому опоненту (що давало третій стороні можливість спровокувати конфлікт між двома націями і змусити їх взаємно знищити одна одну).

### Вимога раціональності сторін
- Всі уряди, що мають ядерний ракетний арсенал, турбуються про виживання власного населення і беруть до уваги його безпеку (що могло бути не зовсім так, наприклад, стосовно до маоїстського Китаю).
- Жоден командувач, діючи без згоди уряду, не зможе спровокувати запуск ракет.
- Жодна третя сторона не буде намагатися таємно спровокувати конфлікт між двома іншими, прагнучи тим самим домогтися їх взаємознищення
- Обидві сторони мають бути абсолютно впевненими в тому, що інша сторона оцінює події аналогічно.

### Вимога нездатності до оборони
- Жодна зі сторін не повинна була мати засобів захисту від ракетного нападу, що можуть поставити під сумнів ефективність удару у відповідь. Ця вимога суперечила вимозі гарантованого удару у відповідь і вимогою ідеального попередження; наявність системи протиракетної оборони дозволяла послабити удар агресора і гарантувати можливість удару у відповідь. Крім того, наявність системи протиракетної оборони знижувала ризик початку конфронтації через помилкове попередження або провокаційну атаку, і дозволяла знизити ймовірність ескалації.

## Фактори, що порушують доктрину

### Протиракетна оборона
Фундаментальною проблемою протиракетної оборони було те, що, забезпечуючи захист території, стратегічна ПРО парадоксальним чином підвищувала загрозу ескалації будь-якого конфлікту і переростання його в ядерну війну. Пояснювалося це так:
1. Протиракетна оборона не може бути абсолютною: завжди існує ймовірність, що якась кількість боєголовок подолають оборону.
2. Чим менше ракет запустить противник, тим ефективніша протиракетна оборона.
3. Таким чином, у разі конфронтації — сторона, що має протиракетну оборону має стимул завдати удару першою і вивести з ладу якомога більше ракет ворога до їх запуску.
4. Сторона, яка не має протиракетної оборони, але знає про існування такої у ворога, повинна враховувати її в своїх розрахунках.
5. Сторона, яка не має протиракетної оборони, розуміє, що противник (див. пункт 3) має стимул завдати удару першим.
6. Відповідно, сторона, яка не має протиракетної оборони, також має стимул завдати удару першою, щоб випередити можливий превентивний удар противника.

Внаслідок цього логічного циклу, ймовірність ескалації будь-якого конфлікту до глобальної ядерної війни підвищувалася експоненційно через взаємну недовіру і взаємні побоювання, що противник завдасть удару першим.
З одного боку, протиракетна оборона підривала сам принцип гарантованого взаємного знищення, заснований на неможливості для агресора вціліти.
З іншого боку, протиракетна оборона забезпечувала виконання ключової вимоги доктрини гарантованого взаємного знищення — здатності ядерних сил пережити атаку агресора і завдати удару у відповідь.
Таким чином, протиракетна оборона вводила доктрину гарантованого взаємного знищення в логічний парадокс.

### Роздільні бойові блоки індивідуального наведення
Балістичні ракети з роздільними головними частинами індивідуального наведення (далі — РГЧ ІН) багато експертів сприймали як потенційну загрозу світовій стабільності і фактор, що збільшує ризик ескалації міжнародних конфліктів. Проблема полягала в тому, що МБР, оснащені РГЧ ІН, значно посилювали можливий удар без збільшення числа ракет як таких; зважаючи на це, ядерний арсенал ставав значно концентрованішим (замість уведення в дію багатьох моноблочних ракет з'явилася дешевша можливість уведення в дію незначного числа ракет з РГЧ ІН) і чутливішим до превентивного ворожого удару.
Цю ситуацію описували дві моделі:
- Якщо обидві сторони мають по 100 моноблокових ракет, то агресор, щоб уразити ядерний арсенал опонента (і нейтралізувати його удар у відповідь) має націлити кожну свою МБР на кожну ракету опонента. При цьому, по кожній МБР опонента можна завдати всього одного ядерного удару, що не гарантує знищення всіх атакованих МБР. Ракетний же арсенал агресора буде повністю виснажений цією єдиною атакою.
- Якщо обидві сторони мають по 100 ракет з головними частинами індивідуального наведення (по 10 на кожній), то агресор, щоб уразити ядерний арсенал опонента (і нейтралізувати його удар у відповідь) може направити всього половину своїх ракет — 50 одиниць, з 10 боєголовками кожна — проти ядерного арсеналу опонента. За рахунок застосування РГЧ ІН, агресор може всього 50 ракетами атакувати 100 ракет опонента, причому по кожній ракеті опонента буде завдано по 5 ядерних ударів — що істотно підвищує шанси на повне знищення ядерного арсеналу опонента. При цьому агресор зберігає половину свого ракетного арсеналу в резерві.

Таким чином, з одного боку — масове розгортання ракет з РГЧ ІН створює можливість для часткової або повної нейтралізації ядерного арсеналу опонента превентивним ударом, тим самим підриваючи основи доктрини гарантованого взаємного знищення.
З іншого боку — масове розгортання ракет з РГЧ ІН забезпечує можливість завдання відповідного ядерного удару навіть невеликим числом ракет, і тим самим підсилює доктрину гарантованого взаємного знищення.
Отже, РГЧ ІН є ще одним елементом, що вводить доктрину в логічний парадокс.

### Підводні ракетоносці
Підводні човни, оснащені балістичними ракетами, були ще одним фактором, що порушує роботу доктрини гарантованого взаємного знищення.
- З одного боку, ПЧАРБ були оптимальним засобом завдання удару у відповідь, оскільки найефективніше забезпечували розосередження і виживання стратегічного ядерного арсеналу за нападу противника.
- З іншого боку, ПЧАРБ також були оптимальним засобом завдання першого удару, зважаючи на їх здатність зайняти приховано позицію поблизу від території ворога.
- Крім того, ПЧАРБ становили загрозу неідентифікованих запусків; запуск ракет з ПЧАРБ не дозволяв за місцем запуску встановити приналежність субмарини.

## Застосування доктрини
Доктрина гарантованого взаємного знищення не була прийнята офіційно ні в США, ні в СРСР. Хоча обидві наддержави декларували готовність застосувати її в разі агресії з боку опонента, на практиці, у військових доктринах і США, і СРСР гарантоване взаємне знищення розглядалося лише як крайній випадок; переважно, як засіб утримувати противника від ядерних ударів проти цивільного населення, а не як засіб запобігання агресії взагалі. Розуміючи обмеження і слабкі місця доктрини, обидві сторони застосовували складніший підхід, у якому відповідь на агресію залежала від масштабів і конкретних методів агресії. Наприклад, у випадку не-ядерної агресії однієї зі сторін проти іншої, та спочатку відповіла б конвенційними засобами і (залежно від ситуації) тактичними ядерними ударами проти військових цілей на полі бою, уникаючи зразу розпочинати ескалацію. Це забезпечувало збереження можливості деескалації конфлікту і захист цивільного населення.
У червні 1982 року СРСР прийняв зобов'язання про незастосування ядерної зброї першим, яке стало складовою частиною радянської військової доктрини.